# Taujne, Haivoron
Taujne (în ucraineană Таужне) este localitatea de reședință a comunei Taujne din raionul Haivoron, regiunea Kirovohrad, Ucraina.

## Demografie
Componența lingvistică a localității Taujne
     Ucraineană (98,8%)
     Alte limbi (1,2%)
Conform recensământului din 2001, majoritatea populației localității Taujne era vorbitoare de ucraineană (98,8%), existând în minoritate și vorbitori de alte limbi.